# کوه تارن
کوه تارن (به اسپانیایی: Mount Tarn) یک کوه در شیلی است که در 70 km south of Punta Arenas, Chile واقع شده‌است. کوه تارن ۸۲۵ متر بالاتر از سطح دریا واقع شده‌است.